# روكفيل (ميريلاند)
روكفيل، ماريلاند (بالإنجليزية: Rockville, Maryland)‏ ، هي مركز محافظة مقاطعة مونتغومري بولاية ماريلاند، الولايات المتحدة الأمريكية. انها مدينة رئيسية مدرجة في الجزء المركزي من مقاطعة مونتغومري ويشكل جزءا من منطقة بالتيمور واشنطن العاصمة. وفقا للتقديرات التي أجرتها مكتب التعداد الامريكى لفترة 12 شهرا المنتهية في 1 يوليو 2008 ، كان عدد سكان المدينة هو 60734 ، مما يجعلها ثاني أكبر مدينة في أدرجت ميريلاندوراء بالتيمور.
روكفيل، جنبا إلى جنب مع جارتها غايثرسبيرغ وبيثيسدا، هي في جوهر بين الدول 270 ممر التكنولوجيا التي تضم العديد من البرامج وشركات التكنولوجيا الحيوية، وكذلك العديد من المؤسسات الحكومية الاتحادية. المدينة أيضا لديها العديد من مراكز التسوق الراقي والإقليمية هي واحدة من مراكز التجزئة الرئيسية في مقاطعة مونتغومري.

## التركيبة السكانية
قام مكتب تعداد الولايات المتحدة بتحديد بيانات التركيبة السكانية لروكفيل في تعداد الولايات المتحدة. في ما يلي، التركيبة السكانية حسب تعدادي 2000 و2010.

### تعداد عام 2000
بلغ عدد سكان روكبورت 2,160 نسمة بحسب تعداد عام 2000، وبلغ عدد الأسر 891 أسرة وعدد العائلات 571 عائلة مقيمة في المدينة. في حين سجلت الكثافة السكانية 1,843.6 نسمة لكل ميل مربع (711.8/كم2). وبلغ عدد الوحدات السكنية 1,057 وحدة بمتوسط كثافة قدره 902.2 نسمة لكل ميل مربع (348.3/كم2).
وتوزع التركيب العرقي للمدينة بنسبة 95.83% من البيض و0.37% من الأمريكيين الأصليين و0.32% من الأمريكيين ذوي الأصول الآسيوية و2.59% من الأمريكيين الأفارقة و0.69% من عرقين مختلطين أو أكثر.
بلغ عدد الأسر 891 أسرة كانت نسبة 31.4% منها لديها أطفال تحت سن الثامنة عشر تعيش معهم، وبلغت نسبة الأزواج القاطنين مع بعضهم البعض 46.2% من أصل المجموع الكلي للأسر، ونسبة 13.5% من الأسر كان لديها معيلات من الإناث دون وجود شريك، وكانت نسبة 35.9% من غير العائلات. تألفت نسبة 32.5% من أصل جميع الأسر من أفراد ونسبة 18.7% كانوا يعيش معهم شخص وحيد يبلغ من العمر 65 عاماً فما فوق. وبلغ متوسط حجم الأسرة المعيشية 2.99، أما متوسط حجم العائلات فبلغ 2.36.
بلغ العمر الوسطي للسكان 38 عاماً. وكانت نسبة 25.0% من القاطنين تحت سن الثامنة عشر، وكانت نسبة 8.6% بين الثامنة عشر والأربعة وعشرون عاماً، ونسبة 27.4% كانت واقعةً في الفئة العمرية ما بين الخامسة والعشرين حتى الرابعة والأربعين عاماً، ونسبة 20.9% كانت ما بين الخامسة والأربعين حتى الرابعة والستين، ونسبة 18.1% كانت ضمن فئة الخامسة والستين عاماً فما فوق. يوجد لكل 100 أنثى 87.7 ذكر، ويوجد لكل 100 أنثى في الثامنة عشر من عمرها فما فوق 88.4 ذكر.
بلغ متوسط دخل الأسرة في المدينة 27,275 دولار، أما متوسط دخل العائلة فبلغ 37,554 دولار. وكان متوسط دخل الذكور 30,278 دولار مقابل 20,263 دولار للإناث. وسجل دخل الفرد الخاص بالمدينة 14,298 دولار. وكانت نسبة 10.2% من العائلات ونسبة 14.9% من السكان تحت خط الفقر، وكان من هؤلاء نسبة 19.4% تحت سن الثامنة عشر ونسبة 12.8% في الخامسة والستين من العمر وما فوق.

### تعداد عام 2010
بلغ عدد سكان روكفيل 61,209 نسمة بحسب تعداد عام 2010، وبلغ عدد الأسر 23,686 أسرة وعدد العائلات 15,524 عائلة مقيمة في المدينة. في حين سجلت الكثافة السكانية 4,530.6 نسمة لكل ميل مربع (1,749.3/كم2). وبلغ عدد الوحدات السكنية 25,199 وحدة بمتوسط كثافة قدره 1,865.2 لكل ميل مربع (720.2/كم2).
وتوزع التركيب العرقي للمدينة بنسبة 60.4% من البيض و0.3% من الأمريكيين الأصليين و20.6% من الأمريكيين ذوي الأصول الآسيوية و9.6% من الأمريكيين الأفارقة و3.8% من عرقين مختلطين أو أكثر.
بلغ عدد الأسر 23,686 أسرة كانت نسبة 31.8% منها لديها أطفال تحت سن الثامنة عشر تعيش معهم، وبلغت نسبة الأزواج القاطنين مع بعضهم البعض 52.3% من أصل المجموع الكلي للأسر، ونسبة 9.9% من الأسر كان لديها معيلات من الإناث دون وجود شريك، بينما كانت نسبة 3.4% من الأسر لديها معيلون من الذكور دون وجود شريكة وكانت نسبة 34.5% من غير العائلات. تألفت نسبة 27.0% من أصل جميع الأسر من أفراد ونسبة 9.5% كانوا يعيش معهم شخص وحيد يبلغ من العمر 65 عاماً فما فوق. وبلغ متوسط حجم الأسرة المعيشية 3.08، أما متوسط حجم العائلات فبلغ 2.54.
بلغ العمر الوسطي للسكان 38.7 عاماً. وكانت نسبة 21.5% من القاطنين تحت سن الثامنة عشر، وكانت نسبة 7.2% بين الثامنة عشر والأربعة وعشرون عاماً، ونسبة 31.1% كانت واقعةً في الفئة العمرية ما بين الخامسة والعشرين حتى الرابعة والأربعين عاماً، ونسبة 26.3% كانت ما بين الخامسة والأربعين حتى الرابعة والستين، ونسبة 14% كانت ضمن فئة الخامسة والستين عاماً فما فوق. وتوزع التركيب الجنسي للسكان بنسبة 47.9% ذكور و52.1% إناث.

## مدن شقيقة
- شليسفيغ هولشتاين ، ألمانيا
- جياشينغ (جيجيانغ، جمهورية الصين الشعبية

## وصلات خارجية
- Official website
- The Washington Post's Guide to Rockville
- City of Rockville في أرشيف الإنترنت(أرشفت في  فبراير 19, 1998)
- City of Rockville في أرشيف الإنترنت(أرشفت في  نوفمبر 14, 1996)